# Робер де Кот
Робер де Кот (фр. Robert de Cotte; Париз, 1656 — Паси, 15. јул 1735) био је француски дворски архитекта и унутрашњи декоратер. Важи за једног од најважнијих француских архитеката из епохе раног рококоа.
Од 1672. радио је за француског краља Луја XIV. После смрти Жил Арден-Мансара 1708. постао је „Први краљев архитекта“. Завршио је нека дела свог претходника, као што је дворска капела у дворцу у Версају. Дао је допринос у изградњи свих великих и значајних цркава и двораца свога времена.